# Jaŭhen Rėdz'kin
Jaŭhen Leanidavič Rėdz'kin (in bielorusso Яўген Леанідавіч Рэдзькін?; Chanty-Mansijsk, 2 febbraio 1970) è un dirigente sportivo ed ex biatleta bielorusso.
Ai XVI Giochi olimpici invernali di Albertville 1992  e ai Campionati mondiali di Novosibirsk dello stesso anno gareggiò per la Squadra Unificata, vincendo a sorpresa la medaglia d'oro sia nell'individuale olimpica sia nella gara a squadre iridata senza essere mai salito su un podio di Coppa del Mondo o dei Campionati mondiali né in precedenza né in seguito. È spesso indicato con la variante russa del suo nome, Евгений Леонидович Редькин (Evgenij Leonidovič Red'kin, traslitterazione anglosassone Yevgeny Leonidovich Redkin).

## Biografia

### Carriera sciistica
In Coppa del Mondo ottenne il primo risultato di rilievo il 17 dicembre 1992 a Pokljuka (82°) e il miglior piazzamento il 13 gennaio 1994 a Ruhpolding (13°).
In carriera prese parte a due edizioni dei Giochi olimpici invernali, Albertville 1992 (1° nell'individuale) e Lillehammer 1994 (53° nell'individuale) e a tre dei Campionati mondiali, vincendo una medaglia.

### Carriera dirigenziale
Dopo il precoce ritiro Rėdz'kin tornò nella natia Chanty-Mansijsk, dove in seguito ha assunto l'incarico di direttore dell'importante complesso per il biathlon della città siberiana, sede di diverse rassegne iridate e di numerose tappe di Coppa del Mondo.

## Palmarès

### Olimpiadi
- 1 medaglia
  - 1 oro (individuale[3] a Albertville 1992)

### Mondiali
- 1 medaglia:
  - 1 oro (gara a squadre a Novosibirsk 1992)

### Mondiali juniores
- 2 medaglie[1]:
  - 2 ori (individuale, staffetta nel 1990)

### Coppa del Mondo
- Miglior piazzamento in classifica generale: 37º nel 1992